# Dobiegniew (gmina)
Pour les articles homonymes, voir Dobiegniew.
Dobiegniew est une gmina urbaine-rurale (gmina miejsko-wiejska) ou mixte de la powiat de Strzelce-Drezdenko, dans la Voïvodie de Lubusz, dans l'ouest de la Pologne.
Son siège administratif (chef-lieu) est la ville de Dobiegniew, qui se situe environ 18 kilomètres au nord-est de Strzelce Krajeńskie (siège de la powiat) et 43 kilomètres au nord-est de Gorzów Wielkopolski (capitale de la voïvodie).
La gmina couvre une superficie de 350,99 km2 pour une population de 6 682 habitants en 2016.

## Histoire
De 1975 à 1998, la gmina est attachée administrativement à la voïvodie de Gorzów.

Depuis 1999, elle fait partie de la voïvodie de Lubusz.

## Géographie
Hormis la ville de Dobiegniew, la gmina inclut les villages et localités de :

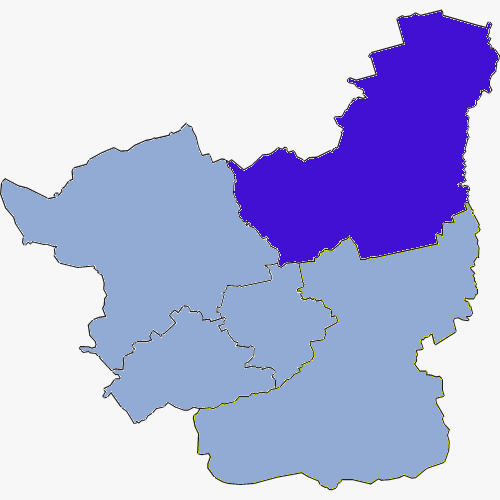
Plan de la gmina

- Chomętowo
- Chrapów
- Czarnolesie
- Dębnik
- Dębogóra
- Derkacze
- Głusko
- Grabionka
- Grąsy
- Grzmikoło
- Jarychowo
- Kamienna Knieja
- Kępa Zagajna
- Kowalec
- Kubczyce
- Łęczyn
- Lipinka
- Lubiewko
- Ługi
- Ługowo
- Mierzęcin
- Młodolino
- Moczele
- Mostniki
- Niemiennica
- Niwy
- Nowy Młyn
- Osieczek
- Osiek
- Osowiec
- Ostrowiec
- Ostrowiec-Osada
- Ostrowite
- Podlesiec
- Podszkle
- Pokręt
- Radachowo
- Radęcin
- Rolewice
- Rozkochowo
- Sarbinowo
- Sitnica
- Sławica
- Słonów
- Słowin
- Starczewo
- Stare Osieczno
- Suchów
- Świnki
- Urszulanka
- Wilczy Dół
- Wołogoszcz
- Żeleźnica

### Gminy voisines
La gmina de Dobiegniew est voisine des gminy suivantes :
- Bierzwnik
- Człopa
- Drawno
- Drezdenko
- Krzyż Wielkopolski
- Stare Kurowo
- Strzelce Krajeńskie

## Structure du terrain
D'après les données de 2002, la superficie de la commune de Dobiegniew est de 350,99 kilomètres carrés, répartis comme telle :
- terres agricoles : 27 %
- forêts : 60 %

La commune représente 28,12 % de la superficie du powiat.

## Démographie
Données du 30 juin 2006:
| Description        | Total  | Total | Femmes | Femmes | Hommes | Hommes |
| ------------------ | ------ | ----- | ------ | ------ | ------ | ------ |
| Unité              | Nombre | %     | Nombre | %      | Nombre | %      |
| Population         | 7 010  | 100   | 3 536  | 50,4   | 3 474  | 49,6   |
| Densité (hab./km²) | 20     | 20    | 10,1   | 10,1   | 9,9    | 9,9    |